# Garden Route

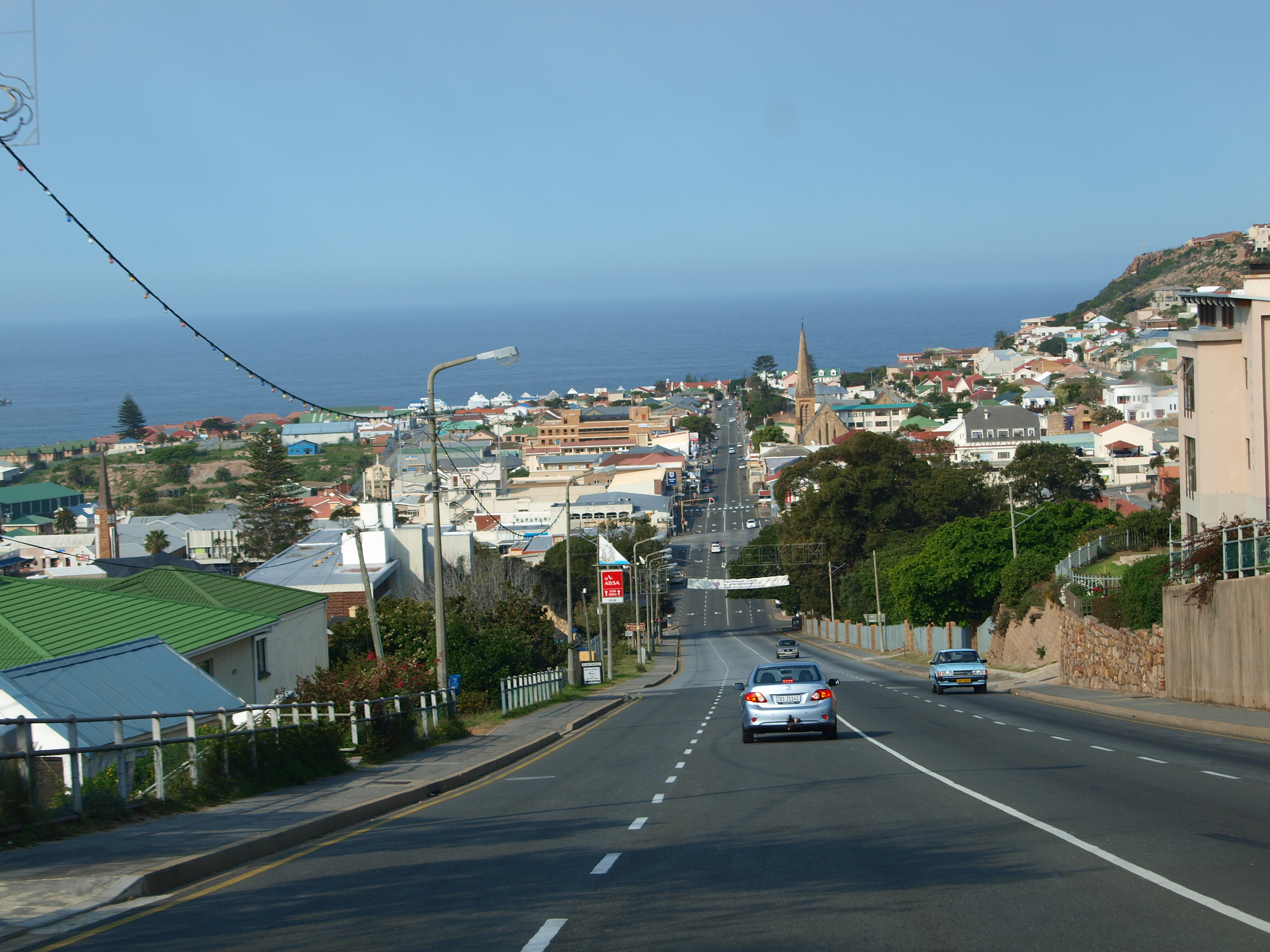
Mossel Bay.

Garden Route är område längs Sydafrikas sydkust, i provinserna Western Cape och Eastern Cape. Det sträcker sig från Mossel Bay till Storms River längs riksvägen N2. Förutom Mossel Bay ingår bland annat städerna George, Knysna och Plettenberg Bay. Det finns flera mindre turistorter, bland annat Nature's Valley.
Området har kustklimat med ganska varma somrar och milda till kyliga vintrar. Det har mest nederbörd i Sydafrika. Mest nederbörd kommer med de fuktiga havsvindarna från Indiska oceanen under vintermånaderna.
Garden Route ligger mellan bergen Outeniqua och Tsitsikamma i norr och Indiska oceanen i söder. Skogarna i bergen har en unik blandning av Kapområdets Fynbos och tempererade skogar. Där finns goda förutsättningar för vandringar och ekoturism. Det finns nästan 300 olika fågelarter i regionen.
Det finns tio naturreservat i området och dessutom några unika marina reservat där det finns korallrev, delfiner, sälar och ett stort antal andra havslevande arter. Ett antal bukter längs Garden Route är lekplats för den hotade sydkaparen som kommer dit for att föda sin kalv på vintern och våren (juli till december).